# Спурий Сициний
Спурий Сициний (на латински: Spurius Sicinius) е политик на Римската република през края на 5 век пр.н.е.

## Биография
Произлиза от плебейската и патрицианска фамилия Сицинии. Роднина е на Луций Сициний Велут Белут, който води делегацията до плебеите на Mons Sacer през 494 пр.н.е.
През 492 пр.н.е. Сициний е народен трибун. Консули тази година са Тит Геганий Мацерин заедно с Публий Минуций Авгурин. Известният Гней Марций Кориолан кандидатства тази година също за консул, но заради публичните му изказвания против службата на плебейските народни трибуни не е избран.
Тази гогина в Рим има голяма гладна криза.